# Zona arqueològica del Pla de Nadal
La Zona arqueològica del Pla de Nadal constitueix un Bé d'interès cultural situat al municipi valencià de Riba-roja de Túria.
El jaciment està catalogat com a BIC amb núm. ministerial R-I-55-0000244 de 25 de gener de 1991.
El jaciment conserva part d'un edifici visigot de la segona meitat del s. VII. El descobriren al 1970 durant la realització d'uns treballs agraris. Al jaciment han aparegut peces arqueològiques romanes i romanes d'Orient, a més de visigodes.

## Emplaçament
L'edifici conegut com a Pla de Nadal és a la part baixa d'un vessant de la zona de Carasols, al terme municipal de Riba-roja de Túria, a 20 km al nord-oest de València. Se situa en un entorn prou pla, amb una lleugera elevació respecte al terreny circumdant.

## Descripció
El jaciment de Pla de Nadal formava part d'un conjunt palatí que s'edificà al territori de la ciutat de Valentia. Reprodueix el model clàssic de vil·les amb galeria i torres angulars a les cantonades. S'obri a un pati central i inclou un pis superior. Se n'ha conservat una aula central, amb un pis superior. Els principals donen a un pòrtic, mentre que els secundaris donen a vestíbuls accessibles a través de tres arcs. L'edifici era format per una planta baixa, d'aspecte més auster i funcional. El pis superior, on hi havia els espais del senyor, estava recobert amb un paviment d'opus signinum amb rajoles. D'aquests espais provenen les restes de la decoració escultòrica i els estucs. Les cobertes eren de teules planes i ímbrexs a diferents aigües.
L'edifici tindria un aspecte de palau fortalesa, tot i que la presència de molts accessos i la tipus de les torres no s'ajusten a una veritable funció defensiva. Aquest esquema mostra elements de continuïtat amb les vil·les clàssiques, però amb característiques noves com la planta residencial del pis superior, i en té els paral·lels més propers en els palaus bizantins de l'època justiniana, com Qar ibn Warsan (Síria). Aquests models es copiaren també a la capital del regne, Toledo, i n'hi ha exemples de menors dimensions al suburbi de la ciutat règia i al seu territori, com el palau panteó de los Hitos (Arisgotas, Toledo).

## Decoració
La decoració escultòrica del Pla de Nadal constitueix el conjunt més important, tant per la quantitat de fragments com per la qualitat de la talla, de l'època visigoda, i un dels més significatius d'Occident. S'han conservat peces d'escultura del Pla de Nadal I i II, tot i que el lot més nombrós procedeix de la planta superior del I, que també es estava estucada i pintada.
La decoració escultòrica pot dividir-se'n en dos grups. D'una banda, les peces romanes reutilitzades, que són més escasses, i que solen ser de bona qualitat i grandària. A més, tindrien una funció arquitectònica i escultural.
D'altra banda, es troben les nombroses peces que es treballaren in situ i s'elaboraren expressament per al programa iconogràfic dels dos edificis. D'aquestes darreres, unes 400, més de la meitat són elements ornamentals que estarien situats en l'estança principal del pis superior, tot i que alguns elements formaven part de les finestres. També són molt nombrosos els elements de sujecció -capitells, columnes, bases, dovelles, etc.-, malgrat no tinguen funcionalitat arquitectònica.
Des del punt de vista iconogràfic la temàtica n'és prou repetitiva, bàsicament petxines de pelegrí, acants i trifolis, que és un element recurrent en la iconografia règia. Aquests models són una còpia del món toledà, on estava el palau dels reis visigots, tot i que el Pla de Nadal té la seua peculiaritat.
L'espai de representació del palau tenia una decoració estucada que en complementava l'escultòrica, i que ens ha arribat molt deteriorada. La decoració estucada és un fenomen habitual en el món visigòtic, que no obeeix a importacions orientals, i desenvolupa una iconografia semblant a la de l'escultura, almenys en la planta superior.
Així mateix, és molt probable que l'edifici estiguera decorat amb pintures, però, igual que succeeix amb els estucs, no estarien rematades.
Sembla que no n'ha quedat cap resta del mobiliari. Algunes de les peces escultòriques, però, caldria interpretar-les com a complement de la decoració moble, tot i que siga difícil precisar-ne la funció.

## Epigrafia
L'epigrafia que s'ha conservat al Pla de Nadal és molt escassa, però molt reveladora i significativa, fins al punt que gràcies a aquesta podem conéixer el nom del promotor de la construcció del conjunt, el dux Teodomir.
La peça més important, que es conserva al Museu de Prehistòria de València, és un tondo amb un monograma cruciforme en què pot llegir-se: TEBUD[IN]R. Aquest tipus de peces són habituals en les construccions de la monarquia visigoda. D'altra banda, en un grafit incís sobre una petxina de pelegrí, que també es conserva al Museu de Prehistòria, es pot llegir: TEUDINIR. Les dues peces es refereixen al promotor de l'edifici, el dux del territori de Valentia que subscrigué un pacte amb els àrabs per governar la zona litoral de l'antiga província Carthaginensis i que segurament intentà configurar un territori més o menys independent en aquestes terres.
La resta d'epígrafs conservats es relacionen amb el funcionament dels tallers de pedreria, com per exemple una sèrie de lletres (com ara una A), que serien una marca de picapedrer per identificar els treballs fets. A més hi trobem grafits amb xifres, que es relacionarien amb algunes activitats econòmiques del palau, així com amb un costum molt contemporani: escriure lletres com una espècie de "signatura", a l'estil dels grafiters urbans (per exemple, la P que hi ha al fust d'una columna).
L'important és que tant l'epigrafia monumental com els grafits reflecteixen l'existència d'una societat tardovisigoda, que llegeix, escriu i compta en llatí i que aquest procés forma part de la seva vida quotidiana, la qual cosa ens indica un notable grau d'alfabetització.

## El final del Pla de Nadal
El dux Teodomir arribà a un pacte amb els musulmans, que el reconegueren com a autoritat del territori de set ciutats esteses per una àmplia zona del sud-est de la península Ibèrica, des de València fins a Lorca. A canvi, havia de governar en nom del califa de Damasc i els seus emirs de Còrdova i recaptar els impostos per a ells. Aquests acords entre els musulmans i les elits visigodes foren molt habituals en l'època. Alguns, convertits a l'islam, mantingueren el seu poder durant més de dos segles.
No en fou el cas de Teodomir, massa prop de la zona neuràlgica del poder andalusí, que mantingué l'autonomia per poc, i a poc a poc veié minvat el seu patrimoni. Una mica abans de morir, cap al 740, hagué de cedir part de les seues terres a contingents àrabs nouvinguts i casà la seua filla amb un àrab prominent. Del seu successor, Atanagild, amb prou feines se sap que era molt ric i que fou sancionat amb una multa quantiosa pel governador cordovés.
Els greus avalots ètnics, tribals i dinàstics que a mitjan s. VIII afectaren tot l'Imperi musulmà, amb especial incidència en la península Ibèrica, suposaria el començament de la fi d'aquesta zona autònoma, que ja hauria estat amputada de part del territori originari.
En aquest context d'inseguretat, no és estrany que un gran edifici amb pretensions de ser el centre del poder d'una àmplia zona, fora un dels objectius més obvis de qualsevol de les parts enfrontades. Els historiadors àrabs esmenten que Valentia fou destruïda per un exèrcit de l'emir Abd-ar-Rahman I ad-Dàkhil cap al 778-779, durant la repressió d'un alçament promogut pel califa de Bagdad. En aquest context arrasarien el Pla de Nadal.